# 루이스 소호
루이스 소호(Luis Beltran Sojo, 1965년 1월 3일 ~ )는 전 베네수엘라의 야구 선수이자, 2009년 현재 베네수엘라 야구 대표팀 감독이다.
미국 메이저 리그 뉴욕 양키스에서 주로 내야수로 활동하였다.